# Власовичи (Могилёвская область)
Вла́совичи (бел. Уласавічы) — деревня в Кировском районе Могилёвской области Республики Беларусь.

## Географическое положение
Относится к Любоничскому сельсовету. Близлежащие населённые пункты: агрогородок Любоничи, деревни Курганы, Костричи.
Власовичи находятся в 2,5 км от автомобильной магистрали М5 Минск — Бобруйск — Жлобин — Гомель в 150 км от Минска и в 23 км от Бобруйска.

## История
Первое упоминание относится к XVII веку. Название, производное от личного имени Влас,  фамилий Власов. В 1560 году село великокняжеское владение Бобруйской волости Великого княжества Литовского,В 1738 году в селе 12 дворов, в 1789 году – 21 двор. В 1909 году деревня (70 дворов, 510 жителей) в Любоничской волости Бобруйского уезда Минской губернии. В 1917 году в деревне 92 двора. 55 жителей, работала школа грамоты. 

## Население
По состоянию на 2009 год в деревне проживает около 87 человек постоянных жителей, в летний сезон приезжают дачники. Имеются свободные земельные участки и дома на продажу.
На 1 января 2017 года в деревне насчитывалось 35 хозяйств, в которых проживало 55 человек.